# 比利亚里韦拉斯科
比利亚里韦拉斯科，是西班牙卡斯蒂利亚-拉曼恰昆卡省的一个市镇。总面积62平方公里，总人口123人（2001年），人口密度2人/平方公里。